# José Edson Santana de Oliveira
Dom José Edson Santana de Oliveira (Duas Serras, 3 de novembro de 1952) é um bispo católico brasileiro, da Diocese de Eunápolis - Bahia. Fundador de dois institutos religiosos.

## Biografia
Dom José Edson Santana de Oliveira é natural de Duas Serras – BA, nasceu em 03 de novembro de 1952. Foi ordenado presbítero em 18 de janeiro de 1978 e sagrado bispo em 08 de setembro de 1996, tomando posse como primeiro Bispo Diocesano Eunápolis – BA em 12 de outubro do mesmo ano.
Como padre, fundou, em 1986, o Instituto Missionário Servas do Senhor. E em 08 de setembro de 2005, funda o Instituto Missionário Servos do Senhor.
É o bispo referencial da Pastoral dos Nômades, na CNBB – Conferência Nacional dos Bispos do Brasil. No Regional NE 3 (Nordeste 3) é presidente do sub-regional 4 da CNBB; Também é o bispo responsável pelo Encontro de Casais com Cristo (ECC) e o bispo referencial da Pastoral da Criança.
Seu Lema Episcopal é: Dominus Tecum - Tradução: "O Senhor é Contigo".